# C/1743 X1
C/1743 X1 oder Komet Klinkenberg (auch Komet de Chéseaux oder Komet Klinkenberg-Chéseaux) ist ein Komet, der in den Jahren 1743 und 1744 mit dem  bloßen Auge gesehen werden konnte, auch am Tage. Er war einer der hellsten und schönsten Kometen des 18. Jahrhunderts und wird aufgrund seiner außerordentlichen Helligkeit zu den „Großen Kometen“ gezählt.

## Entdeckung und Beobachtung
Lange Zeit war geltende Meinung, dass der Komet unabhängig voneinander am Abendhimmel des 9. Dezember vom Amateurastronomen Dirk Klinkenberg in Haarlem (Holland) und am 13. Dezember vom Astronomen und Mathematiker Jean-Philippe Loys de Chéseaux in Lausanne entdeckt wurde. Da Chéseaux als Astronom der bekanntere der beiden war und die ersten Bahnelemente des Kometen berechnete, wird der Komet oft mit seinem Namen in Verbindung gebracht, aber auch Klinkenberg wird häufig genannt.
Erst eineinhalb Jahrhunderte später fand man 1894 in einer Bibliothek in Utrecht Dokumente mit Beobachtungen des Kometen, die bereits 10 Tage vor Klinkenberg am 29. November 1743 von seinem Landsmann, dem Architekten Jan de Munck, in Middelburg erfolgten. Die offizielle Bezeichnung des Schweifsterns müsste daher eigentlich C/1743 W1 (de Munck) lauten.
Chéseaux beschrieb seine Entdeckung zunächst als einen nebligen Stern 3. Größe ohne einen Schweif. Am 21. Dezember beobachtete ihn Jacques Cassini aus Paris bereits als Objekt 2. Größenklasse. Nach dem Jahreswechsel folgten Erstbeobachtungen des Kometen auch an weiteren Orten, so am 3. Januar 1744 im Observatorium des  Earl of Macclesfield in Shirburn Castle bei Oxford, sowie ebenfalls am 3. Januar 1744 in Berlin von Margaretha Kirch, nun schon mit einem kleinen Schweif. Auch de Munck konnte seine Beobachtungen nach einer wetterbedingten Unterbrechung vom 3. Januar bis 6. Februar fortführen.
In China wurde der Komet zuerst am 4. Januar gesehen und beschrieben als ein „Besenstern“ von gelblich-weißer Farbe und „so groß wie ein Perlenkügelchen“. Sein 1,5° langer Schweif zeigte nach Osten. Die chinesischen Astronomen beobachteten den Kometen bis zum 25. Februar.
Im Laufe des Januars bewegte sich der Komet langsam nach Westen, ohne dabei sehr an Helligkeit zuzunehmen oder einen längeren Schweif als 6–8° auszubilden. Am 25. Januar beobachtete Gottfried Heinsius in Sankt Petersburg einen sonnenwärts gerichteten Strahl oder eine Fontäne von aus dem Kern ausdampfendem Material.
Im Februar entwickelte sich der Komet deutlicher: Am 7. Februar hatte er nach Angaben von Cassini eine Schweiflänge von 20° erreicht. Eine Woche später war der Komet heller als alle Sterne am Nachthimmel außer Sirius. Der Schweif hatte sich nun auch geteilt, Cassini berichtete am 15. Februar von einem 24° langen westlichen Zweig und einem 7–8° langen östlichen Zweig. Am 20. Februar erreichte der Komet eine Helligkeit von −3 mag. Gegen Ende des Monats war er so hell wie Venus am Morgenhimmel und der Schweif war nach Westen gekrümmt.

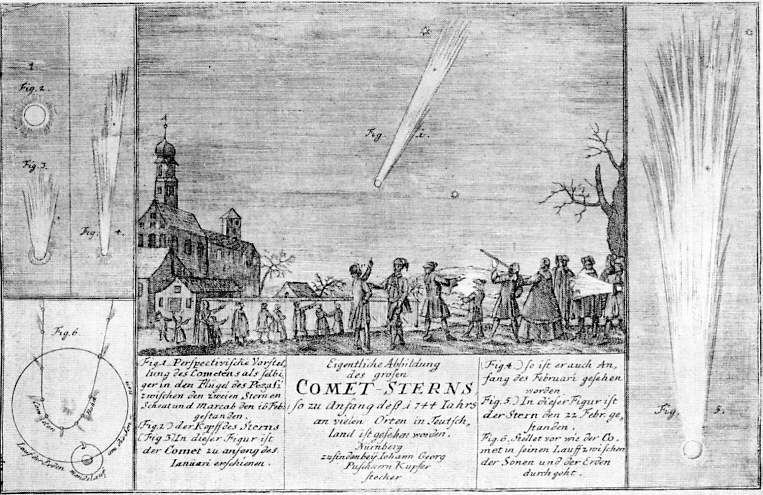
Der Große Komet am 16. Februar 1744 über Nürnberg

Am 26. Februar konnten Gianpaolo Guglienzi und Jean-François Séguier in Verona den Kometen noch abends kurz vor Sonnenuntergang sehen, am 28. Februar bereits wenige Minuten vor Sonnenaufgang am Morgen. Zu Mittag dieses Tages sahen sie ihn sowohl mit Fernrohren als auch mit bloßem Auge 12° neben der Sonne am hellen Himmel. Dies war die erste teleskopische Tagbeobachtung eines Kometen. Auch James Bradley sah ihn an diesem Mittag von Oxford.
Ab Anfang März war der Kometenkopf nicht mehr in der Morgendämmerung sichtbar, doch die Beobachter sahen, wie sich der Schweif über den Horizont erhob. Am 1. März berichtete Cassini von einem Schweif bis 15° Höhe. An diesem Tag fand auch der Periheldurchgang des Kometen statt, danach war der Komet mehr und mehr von der Südhalbkugel zu beobachten. Von einem Schiff vor Westaustralien konnte ein Beobachter am 3. März vor und während des Sonnenaufgangs einen 10° langen Schweif sehen.
Vom 5. bis 9. März wurde der Kometenschweif von mehreren Beobachtern in Europa, darunter auch de Chéseaux, als ein mehrfaches System in der Morgendämmerung gesehen. Ein Fächer aus bis zu zwölf Schweifen ragte über den östlichen Horizont, während der Kometenkopf wegen der nahen Sonne unbeobachtbar blieb.
Ab 10. März konnte der Komet nur noch von der Südhalbkugel aus gesehen werden. Niederländische Seeleute sahen ihn von einem Schiff südlich von Madagaskar auf der Fahrt nach Brasilien vom 18. März bis zum 22. April, zu Beginn mit einem 80–90° langen Schweif. Danach sind keine weiteren Beobachtungen bekannt.

## Wissenschaftliche Auswertung
Für den Kometen wurden basierend auf verschiedenen Beobachtungen bereits im Laufe des 18. Jahrhunderts mehrere parabolische Umlaufbahnen von verschiedenen Astronomen und Mathematikern berechnet, darunter Thomas Wright, Chéseaux, Cassini, Giovanni Domenico Maraldi, Nicolas-Louis de Lacaille, Leonhard Euler, Klinkenberg, Alexandre Guy Pingré und andere. Im 19. Jahrhundert folgten noch Berechnungen durch Jakob Philipp Wolfers und Henry Crozier Keating Plummer. Insgesamt ergaben die Berechnungen sehr ähnliche Ergebnisse.
Schwieriger war lange Zeit die Erklärung des interessanten Phänomens des scheinbar aufgefächerten Schweifs, welches de Chéseaux am Morgen des 8. und 9. März 1744 beobachtet und aufgezeichnet hatte. Seine Illustration zeigt sechs vollständige Schweife mit unterschiedlicher Krümmung, die sich über einem schwach erleuchteten Horizont erheben, mit punktierten Linien, die die Schweife unter den Horizont verlängern, bis sie sich am vermuteten Ort des Kometenkopfes treffen. Diese Skizze sollte aber nur zeigen, wie er sich die nicht direkt sichtbare Situation vorstellte. Da die Beobachter auf der Südhalbkugel nichts dergleichen berichtet hatten, wurde die Beobachtung von de Chéseaux lange Zeit angezweifelt. Erst als weniger bekannte Berichte von Margaretha Kirch aus Berlin, sowie Joseph-Nicolas Delisle und Gottfried Heinsius aus Sankt Petersburg vom 5. bis 7. März aufgefunden wurden, die sogar bis zu 12 ausgeprägte Merkmale belegen, zeigte sich, dass de Chéseaux bei seinen Beobachtungen an den folgenden beiden Tagen wohl nur noch den Abglanz des Phänomens beobachtet hatte.
Die beobachteten Erscheinungen waren wohl keine Kometenschweife im engeren Sinne. Zum einen veränderte sich ihre Anzahl innerhalb kurzer Zeit, so dass es etwas Kurzlebigeres als ein echter Staubschweif gewesen sein muss. Außerdem waren sie in die „falsche Richtung“ gerichtet, nämlich nicht von der Sonne weg, sondern nahezu rechtwinklig zu einer imaginären Linie Sonne–Komet. Es waren somit quer zu dem einzigen, stark gekrümmten Staubschweif des Kometen angeordnete parallele Streifen (Striae). Eine Bestätigung dieser Erklärung gab der im Januar 2007 beobachtbare Komet C/2006 P1 (McNaught), der ein ganz ähnliches Phänomen darbot.
Pansecchi und Fulle analysierten die Struktur des Kometenschweifs zwischen dem 5. und 9. März und nahmen eine Rotation des Kometenkerns mit einer Periode von 4,8 ± 0,4 Tagen an. Sie vermuteten drei aktive Staub- und Gasquellen auf der Kometenoberfläche, die durch die jeweils wechselnde Sonneneinstrahlung aktiviert wurden.
Ein anderer bisher nicht erklärter Effekt ist in chinesischen Berichten beschrieben, dass beim Erscheinen des Kometen atmosphärische Geräusche aufgetreten seien. Ähnliche Effekte sollen bereits bei besonders starken Polarlichtern aufgetreten sein und weisen möglicherweise auf Interaktionen mit dem Erdmagnetfeld hin.

## Umlaufbahn
Obwohl der Komet über mehrere Monate hinweg beobachtet wurde, konnte aus 76 Beobachtungen über 71 Tage durch Plummer nur eine unsichere parabolische Umlaufbahn bestimmt werden, die um rund 47° gegen die Ekliptik geneigt ist. Seine Bahn steht damit schräg gestellt zu den Bahnebenen der Planeten. Im sonnennächsten Punkt der Bahn (Perihel), den der Komet am 1. März 1744 durchlaufen hat, befand er sich mit etwa 33,2 Mio. km Sonnenabstand im Bereich innerhalb der Umlaufbahn des Merkur. Bereits am 26. Februar hatte er sich der Erde bis auf etwa 123,6 Mio. km (0,83 AE) genähert. Am 2. März kam er dem Merkur bis auf etwa 32,5 Mio. km und am 7. März der Venus bis auf etwa 70,3 Mio. km nahe. An die anderen Planeten fanden keine nennenswerten Annäherungen statt.
Aufgrund der unsicheren Ausgangsdaten kann keine Aussage darüber getroffen werden, ob und gegebenenfalls wann der Komet in das innere Sonnensystem zurückkehren könnte.

## Trivia
Charles Messier konnte den Großen Kometen von 1744 als Dreizehnjähriger beobachten. Beeindruckt von dieser großartigen Erscheinung widmete Messier sein späteres Leben der Suche nach neuen Kometen.